# Station Kostrzyn Wielkopolski
Station Kostrzyn Wielkopolski is een spoorwegstation in de Poolse plaats Kostrzyn.